# Sydvästafrika
Sydvästafrika (afrikaans: Suidwes-Afrika; tyska: Südwestafrika) kallades åren 1915–1990 det territorium i södra Afrika som i dag utgör Republiken Namibia. Området lydde under denna period under grannlandet Sydafrika vilket med tiden mötte internationellt motstånd. Från år 1968 började FN:s generalförsamling i protest mot det sydafrikanska maktutövandet att kalla Sydvästafrika för Namibia.

## Historia

### Första världskriget
Sydafrikanska unionen invaderade i september 1914 den angränsande kolonin Tyska Sydvästafrika efter att som del av Brittiska imperiet ha trätt in i första världskriget. Sydafrika erövrade hela territoriet i juli 1915 och i Versaillesfreden 1919 bestämdes det att alla Tysklands kolonier skulle delas upp och tas över av segrarmakterna inom ramen för Nationernas förbund (NF). Tanken var att de tyska kolonierna skulle förvaltas med målet att utveckla och förbättra den infödda befolkningens levnadsförhållanden och i en avlägsen framtid ge dem självstyre. Enligt fredsfördraget erhöll Sydafrika fortsatt kontroll över Tyska Sydvästafrika som ett så kallat klass C-mandat, där territoriet skulle förvaltas å Nationernas förbunds vägnar. Sydvästafrika skulle alltså inte införlivas i Sydafrika utan förbli formellt separat ur ett folkrättsligt perspektiv.

### Upprättandet av mandatstyret
Från 1915 till 1921 rådde krigslagar i hela Sydvästafrika liksom Walvis Bay och Pingvinöarna, då den politiska makten utövades av Sydafrikas armé. Därefter återinfördes civilt styre men fortfarande under strikt sydafrikansk kontroll. Runt 40 % av de cirka 15 000 tyska kolonisatörerna deporterades efter krigsslutet och under några år började man slå ner på den tyska närvaron i territoriet. Britterna utlovade ett slut på de mest brutala bestraffningsmetoderna som hade använts under kolonialstyret mot de svarta afrikanerna. Brittiska ämbetsmän dokumenterade tyska övergrepp mot de infödda stammarna, vilket hade sammanställts i en regeringsrapport 1918, och man gav gärna intrycket att de hade kommit som de svartas befriare. Avsikten med rapporten var dock inte att offren för tyskarnas koloniala övergrepp skulle kompenseras eller ges tillbaka sina traditionella marker, utan det primära målet var att svartmåla Tyskland inför världsopinionen så att brittiska Sydafrika kunde säkra kontrollen över territoriet.
Den tysktalande befolkningen var inledningsvis fientlig mot de nya makthavarna. Övergivna jordegendomar som hade lämnats under den tyska utvandringen efter kriget överläts till vita bosättare som talade afrikaans, de sydafrikanska boernas språk, och myndigheterna uppmuntrade till invandring av denna folkgrupp. För att behålla enigheten bland de vita i Sydvästafrika infördes dock efter några år ett antal åtgärder för att nå försoning med de tyska kolonisatörerna. Man fortsatte att reservera mark för vita bosättare och beslutade till och med att förstöra alla kopior av 1918 års brittiska rapport om övergrepp mot de svarta, vilken enligt en tysk-sydvästafrikansk politiker hade "offentligt skadat Tysklands heder". År 1923 kom slutligen beskedet att tyskar i Sydvästafrika skulle bli brittiska undersåtar och få samma politiska rättigheter som övriga vita invånare i territoriet.
Sydafrikanska ledare hade tidiga ambitioner på att helt enkelt införliva Sydvästafrika, exempelvis Jan Smuts menade att territoriets status som klass C-mandat redan var på gränsen till annektering. Hamnstaden Walvis Bay samt de obebodda Pingvinöarna hade tillfallit Storbritannien och Irland som en del av Kapkolonin år 1878, och blev därmed exklaver till Sydafrikanska unionen som bildades 1910, men för att underlätta förvaltningen av hela territoriet överfördes Walvis Bay i praktiken till Sydvästafrika år 1922. Samma år ledde protester från khoikhoifolket mot mandatärmakten, främst dess rasistiska beskattningssystem, markfördelningspolitik och införandet av tvångsarbete för svarta på vita nybyggares farmer, till det så kallade bondelswartupproret, där ett drygt hundratal stammedlemmar massakrerades. De infödda stammarna hade hoppades på ett slut på kolonialtidens förföljelser och diskriminering men fick istället se hur den hårda raspolitiken fortsatte.

### Mellankrigstiden och andra världskriget

Den röda linjen år 1966. Med upprättandet av bantustaner upphörde bruket av linjen.

Sydafrika gav Sydvästafrika begränsat självstyre i juli 1925 och knappt ett år senare, i maj 1926, hölls det första valet till ett regionalt parlament. Endast den vita minoriteten hade rösträtt och flest röster fick Tyska förbundet i Sydvästafrika. En tredjedel av ledamöterna utsågs direkt av administratören för Sydvästafrika, som i sin tur utsågs av generalguvernören av Sydafrika. I nästa val år 1929 segrade de sydvästafrikanska nationalisterna vilka förespråkade ett införlivande av territoriet i Sydafrika. Den ekonomiska utvecklingen av territoriet fortsatte under samma tid att vara extremt begränsad. En järnväg drogs förvisso som förband Walvis Bay med Kapstaden men i övrigt utgjorde jordbruket nästan hela produktionen, vilket inte räckte för att ekonomin skulle klara sig utan enormt stöd utifrån. Intäkterna från gruvindustrin var låga, övrig industri saknades helt och upprätthållandet av säkerhet och subventioneringen av de vita nybyggarna fick helt och hållet bekostas av regeringen i Pretoria. Effektiv kontroll utövades främst över södra och mellersta Sydvästafrika, den så kallade poliszonen, där armén och ordningsmakten ansågs kunna slå ner väpnat motstånd. Desto svårare var det i den nordliga tredjedelen av territoriet på gränsen mot Portugisiska Västafrika. Infödda folkgrupper som bebodde områdena norr den "röda linjen", som utmärkte poliszonen på kartor, hade ända sedan kolonialtiden förbjudits från att resa söderut förutom då de anlitades som billig arbetskraft; ursprungligen förbjöds av smittskyddsskäl transport av boskap söderut. Vita nybyggare begränsades också från att resa norr om den röda linjen, men allteftersom myndighetsutövandet stärktes i norr drogs linjen om flera gånger.
Andra världskrigets slut innebar för Sydvästafrikas del främst en juridisk diskussion om territoriets internationella status. Nationernas förbund, som hade låtit Sydafrika bli mandatärmakt över Sydvästafrika, hade upphört att existera och i dess ställe inrättades Förenta nationerna (FN) vars förvaltarskapssystem var tänkt att ta över samtliga NF-mandatområden och förbereda dem för avkolonisering och självständighet. År 1946 ansökte Jan Smuts hos den nyligen bildade FN:s generalförsamling om tillåtelse att annektera Sydvästafrika. Generalförsamlingen röstade ned förslaget och krävde istället att Sydvästafrika skulle underkastas förvaltarskapssystemet. Sydafrikas regering vägrade låta omvandla Sydvästafrika till ett förvaltarskapsområde; man menade att NF-mandatet helt enkelt hade löpt ut och att man inte längre bands av dess bestämmelser vad gällde maktutövandet i Sydvästafrika. FN:s generalförsamling begärde år 1949 ett rådgivande yttrande från Internationella domstolen i Haag som året därpå lät meddela att Sydafrika inte både kunde argumentera för att NF-mandatet hade "löpt ut" och samtidigt behålla makten över territoriet som ju gavs enligt mandatet. Istället skulle Generalförsamlingen överta de övervakande uppgifter som tidigare sköttes av Nationernas förbunds råd. FN lät bilda Kommittén för Sydvästafrika som fick rätt att bland annat höra klagomål från territoriets invånare. Sydafrika vägrade att acceptera domstolens beslut och menade att FN överhuvudtaget inte hade med sydvästafrikanska angelägenheter att göra. I praktiken styrdes territoriet som en femte sydafrikansk provins, även om det aldrig formellt blev en del av Sydafrika. Sydafrika förklarade sina anspråk på Sydvästafrika med att man styrt där i decennier, och investerat pengar på infrastruktur och modernisering. År 1949 gavs Sydvästafrikaterritoriet, likt Sydafrikas provinser, representation i det sydafrikanska parlamentet.

### Kalla kriget och införandet av apartheid
Den sydafrikanska regeringen påbörjade på 1950-talet ett nytt samhällspolitiskt projekt, apartheid, som skulle införa en renodlad rashierarki där den vita rasgruppen exklusivt skulle härska över landet. Därmed eskalerade de redan existerande rasbaserade förföljelserna av Sydafrikas icke-vita invånare. Samma system började tillämpas i Sydvästafrika trots FN:s starka fördömanden om att detta gick helt på tvärs med NF-mandatet för territoriet, som syftade till att förbättra de infödda stammarnas villkor och tillvarata deras intressen. Efter några år stod det klart för världssamfundet att fortsatta fördömanden i FN inte tjänade någonting till. År 1960 försökte så de självständiga afrikanska staterna, representerade av Etiopien och Liberia, att framtvinga ett slut på mandatstyret genom att dra Sydafrika inför Internationella domstolen i Haag. Samtidigt organiserades hos den svarta befolkningen politiskt motstånd mot Sydafrika och apartheid genom bildandet av Sydvästafrikanska folkorganisationen (SWAPO). FN:s generalförsamling röstade året därpå igenom ett krav på att Sydafrika officiellt avslutade utövandet av sina mandaträttigheter i Sydvästafrika, men den sydafrikanska regeringen vägrade ge upp makten över territoriet. Rättsprocessen i FN slutade emellertid med att Internationella domstolen i juli 1966 avslog de afrikanska staternas ansökan med hänvisning till att de inte var parter som direkt berördes av situationen i Sydvästafrika. Därefter växte det internationella trycket och i oktober samma år röstade FN:s generalförsamling igenom en resolution som helt enkelt avslutade NF-mandatet för Sydvästafrika och krävde att hela territoriet skulle överföras till FN:s kontroll. All fortsatt sydafrikansk närvaro skulle därigenom bedömas vara i strid med folkrätten. På sensommaren 1966 övergick SWAPO, med diplomatiskt stöd från östblocket och Organisationen för afrikansk enhet, till öppet väpnat motstånd mot apartheidstyret i vad som kom att kallas det sydafrikanska gränskriget. År 1967 bildades FN:s råd för Sydvästafrika som skulle ta över kontrollen över territoriet, men apartheidregeringen vägrade återigen samarbeta med FN och behöll makten.
När stridigheter bröt ut i Sydvästafrika blev konflikten omedelbart en del av kalla kriget. Konflikten eskalerade genast över gränsen till Portugisiska Angola där ett fullskaligt krig för avkolonisering redan pågick och där supermakterna med allierade stödde olika sidor. Sydafrika gav helhjärtat stöd till den fascistiska regeringen i Lissabon i dess krig i Angola. Så länge som ett vänligt sinnat land höll Angola kunde apartheidregeringens fortsatta styre anses vara säkert och Sydvästafrikanska befrielsearmén, SWAPO:s väpnade gren, skulle få svårt att verka. Allmän värnplikt för vita män infördes i Sydvästafrika sommaren 1967 och Sydafrika samarbetade med portugiserna för att bekämpa SWAPO i Angola. Inne i Sydvästafrika kom självständighetskampen att behandlas som en polisiär fråga; flera SWAPO-sympatisörer ställdes inför rätta enligt antiterrorlagar och deporterades till arbetslägret på Robben Island.
År 1968 röstade Generalförsamlingen igenom en officiell namnändring på territoriet till Namibia genom resolution 2372 för att markera mot Sydafrikas höghetsanspråk. Istället för att släppa taget påbörjade de sydafrikanska nationalisterna en implementering av den så kallade Odendaalkommissionens förslag: Att införa bantustaner även i Sydvästafrika, något som mötte kraftigt fördömande runtom i världen. Apartheidregeringen försökte marknadsföra bantustanerna som en positiv utveckling för Sydvästafrikas svarta majoritetsbefolkning men i själva verket ville man förvisa alla svarta invånare till perifera, outvecklade områden utan någon som helst infrastruktur, industrinäring eller annan ekonomisk potential. Merparten av landytan reserverades antingen formellt eller de facto för den vita minoriteten; detta gällde inte minst alla ekonomiskt viktiga områden såsom industrizonen, gruvområdena och de mineralrika statliga naturreservaten. Ett litet fåtal områden uppläts även till de som enligt raslagarna tillhörde den färgade rasgruppen. Alla invånare som bodde inom ett område som reserverats för en annan rasgrupp än den man själv ansågs tillhöra skulle fördrivas från sina hem enligt apartheidsystemets raslagstiftning. Systemet riktades mot den svarta majoriteten som man ansåg skulle rensas ut ur "vita områden"; svarta arbetare kunde som mest tillåtas bo i totalsegregerade kåkstäder i utkanten av tätorter som reserverats för den vita rasgruppen, men endast om de beviljades tillfälliga arbetstillstånd, och kunde närsomhelst deporteras till ett bantustan.

### Eskalerande krig och administrativa reformer

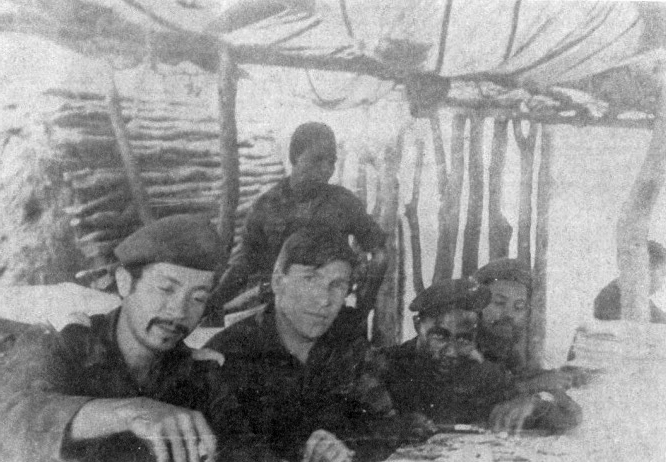
Sovjetiska rådgivare i Angola utbildar gerillakrigare från SWAPO.

År 1971 fastslog Internationella domstolen i Haag att all fortsatt sydafrikansk närvaro i Sydvästafrika var olaglig, att Sydafrika hade en skyldighet att omedelbart dra sig ut ur Sydvästafrika och att FN:s medlemsstater inte skulle erkänna några handlingar som Sydafrika utförde å Sydvästafrikas vägnar. Domslutet bekräftades i en resolution av FN:s säkerhetsråd samma år. Efter nejlikerevolutionen 1974 förändrades det geopolitiska läget i södra Afrika fullständigt då Portugal gav upp sitt kolonialimperium. Norr om Sydvästafrika utropades Folkrepubliken Angola under ledning av det kommunistiska MPLA, uppbackat av Sovjetunionen. Därigenom fick SWAPO helt nya förutsättningar att agera mot sydafrikanska mål och vad man ansåg vara kollaboratörer med apartheidstyret inne i Sydvästafrika. Det sydafrikanska gränskriget eskalerade; Pretoria sponsrade antikommunistiska gerillagrupper i Angola med vapen och kapital och genomförde regelrätta offensiver djupt in på angolanskt territorium i jakt på SWAPO. På sensommaren 1974 lämnade den sydafrikanska polisen gränsen mot Angola och ersattes av reguljära arméstyrkor. Samtidigt intensifierades SWAPO:s rekrytering av svarta invånare. År 1976 erhöll SWAPO observatörsstatus i FN:s generalförsamling som den "enda och äkta representanten för det namibiska folket" vilket ytterligare underminerade sydafrikanska anspråk på territoriet. Från 1977 infördes krigslagar i allt större delar av territoriet, från gränsen mot Angola längst i norr och ända ner till huvudstaden. Merparten av den svarta befolkningen kom så småningom att leva i områden som påverkades av nattliga utegångsförbud, strikt militär kontroll, hemliga bortföranden och en lamslagen ekonomi.
De internationella påtryckningarna ökade på Sydafrika, som till slut tvingades godkänna ett antal administrativa åtgärder för att blidka världsopinionen samtidigt som man ville säkerställa makten över Sydvästafrika. År 1977 avskaffades det gamla administratörsämbetet och ersattes av en av Pretoria utsedd generaladministratör, som skulle förvalta territoriet i väntan på en FN-ledd övergång till självständighet. För att behålla kontrollen över Walvis Bay i det fall territoriet blev självständigt beslutades det att hamnstaden skulle återgå till Kapprovinsen samma år. Man tvingades också gå med på att avskaffa flera av raslagarna som gällde i Sydvästafrika. År 1978 hölls det första etniskt inklusiva parlamentsvalet i territoriet och segrare blev den moderata oppositionsalliansen Democratic Turnhalle Alliance. Valet bojkottades av bland annat SWAPO, som anklagade myndigheterna för valfusk och politisk inblandning, och FN stämplade den nya regionala regeringen i Windhoek som illegitim. 1979 inrättades Sydvästafrikas nationalförsamling som territoriets högsta lagstiftande organ. 1980 avskaffades den geografiska splittringen av territoriet i vita områden respektive bantustaner och istället infördes etniska myndigheter som skulle ansvara för sina folkgrupper oavsett var i territoriet de bodde. I realiteten fortsatte Sydafrikas regering att utöva obegränsat inflytande trots att Sydvästafrika nominellt gavs utökad autonomi. Systemet med icke-territoriella etniska myndigheter visade sig snabbt bli dysfunktionellt på grund av motsägelsefulla ansvarsområden, underfinansiering och korruption. År 1983 införde Sydafrika direktstyre, den valda regionala regeringen avgick och inga fler val tilläts under apartheidsystemet. Samtidigt vägrade man gå vidare med självständighetsplanerna förrän man fått eftergifter i det pågående inbördeskriget i Angola.

### Förhandlingar om självständighet
Medan Sydafrika på grund av apartheid blev allt mer isolerat från omvärlden kostade landets inblandning i krig runtom i södra Afrika enorma resurser. I maj 1988, när kalla kriget drogs mot sitt slut, hölls en konferens i Moskva där det beslutades att Sovjetunionen skulle avbryta sitt militära bistånd till Angola och Kuba dra tillbaka sina trupper därifrån mot att Sydafrika lämnade Namibia. I april 1989 inleddes slutligen en övergång till självständighet i FN:s regi och en fredsbevarande styrka skickades in för att övervaka processen. Begränsade stridigheter mellan SWAPO och sydafrikanska trupper fortsatte emellertid under våren 1989. Apartheidsystemet i Namibia avskaffades varpå demokratiska val hölls i november 1989 som, trots att den sydafrikanska regeringen mutade åtminstone sju partier för att ställa upp i opposition mot SWAPO, vanns av SWAPO med 57 % av rösterna. SWAPO:s ordförande Samuel Nujoma blev i mars 1990 det självständiga Namibias förste president.

## Politik
Den högste ämbetsmannen i mandatområdet var administratören i Windhoek (från 1977 titulerad generaladministratör). Administratören lydde formellt under Sydafrikas statschef och hade begränsade befogenheter att agera utan den sydafrikanska regeringens tillåtelse. Sydvästafrikas lagstiftande församling fick i uppgift att utfärda förordningar för territoriet som överlämnades till administratören som i sin tur inväntade statschefens signatur eller godkännande. Därmed var all regional lagstiftning föremål för den sydafrikanska regeringens veto. Politiska och ekonomiska rättigheter var exklusivt förbehållet territoriets europeiska invånare, som inom ramen för apartheidsystemet ansågs tillhöra en "överlägsen ras" och ensamma skulle bestämma över det offentliga livet. För att skapa en motvikt mot de radikala befrielseorganisationerna använde sig myndigheterna av djupt konservativa krafter hos den svarta majoriteten, nämligen de traditionella stamhövdingarna, som fick i uppgift att sprida ett regeringsvänligt budskap. Istället undergrävdes stamhövdingarnas auktoritet då många svarta började se dem som rena kollaboratörer.
Efter att det gamla NF-mandatet formellt upphävdes år 1966 betraktades Sydvästafrika som illegalt ockuperat territorium av FN. För att ta ställning mot Sydafrikas anspråk utsåg FN:s generalförsamling en kommissarie för Sydvästafrika, sedermera titulerad FN:s kommissarie för Namibia, som skulle ta över den politiska makten och leda territoriet mot självständighet. Eftersom Sydafrikas regering vägrade att samarbeta blev dock detta FN-kommissarieämbete i praktiken helt maktlöst.

### Den lagstiftande makten
Det regionala parlamentet i Windhoek saknade helt lagstiftningsbefogenheter inom en rad områden, inte minst de inhemska folkgruppernas angelägenheter som kontrollerades av departementet för bantuadministration under regeringen i Pretoria. Rösträtt hade fram till 1978 endast de som enligt raslagarna tillhörde den vita rasgruppen. Sydvästafrikas nationalistparti vann samtliga eller nästan samtliga mandat i varje parlamentsval åren 1950–1978. Efter de administrativa reformerna 1978 infördes nominellt allmän rösträtt även för de svarta och färgade rasgrupperna. I parlamentsvalet samma år, där Sydafrikas armé stationerade ut ett stort antal soldater i svarta områden och omfattande åtgärder vidtogs för att säkerställa ett så högt valdeltagande som möjligt, tilläts inga valobservatörer från FN som i sin tur stämplade hela processen som ogiltig och i strid med beslut i FN:s säkerhetsråd. År 1979 inrättades ett helt nytt parlament, Sydvästafrikas nationalförsamling, där konservativa etniska partier lojala till regeringen tilläts få representation. De sydafrikanska makthavarna blandade sig fortsatt i lagstiftningsprocessen och år 1983 avgick den regionala regeringen i protest varpå Sydvästafrikas autonomi helt avskaffades och direktstyre från Pretoria infördes.

### Bantustaner
De sydafrikanska myndigheterna skapade från år 1968 totalt 10 bantustaner i Sydvästafrika i enlighet med Frans Hendrik Odendaals rekommendationer från 1964 för att uppnå total rassegregation i territoriet. Av dessa erhöll tre nominellt självstyre. Samtliga bantustaner avskaffades år 1980 och ersattes med icke-territoriella etniska myndigheter. Dessa avskaffades i sin tur år 1989 tillsammans med övriga delar av raslagstiftningen.

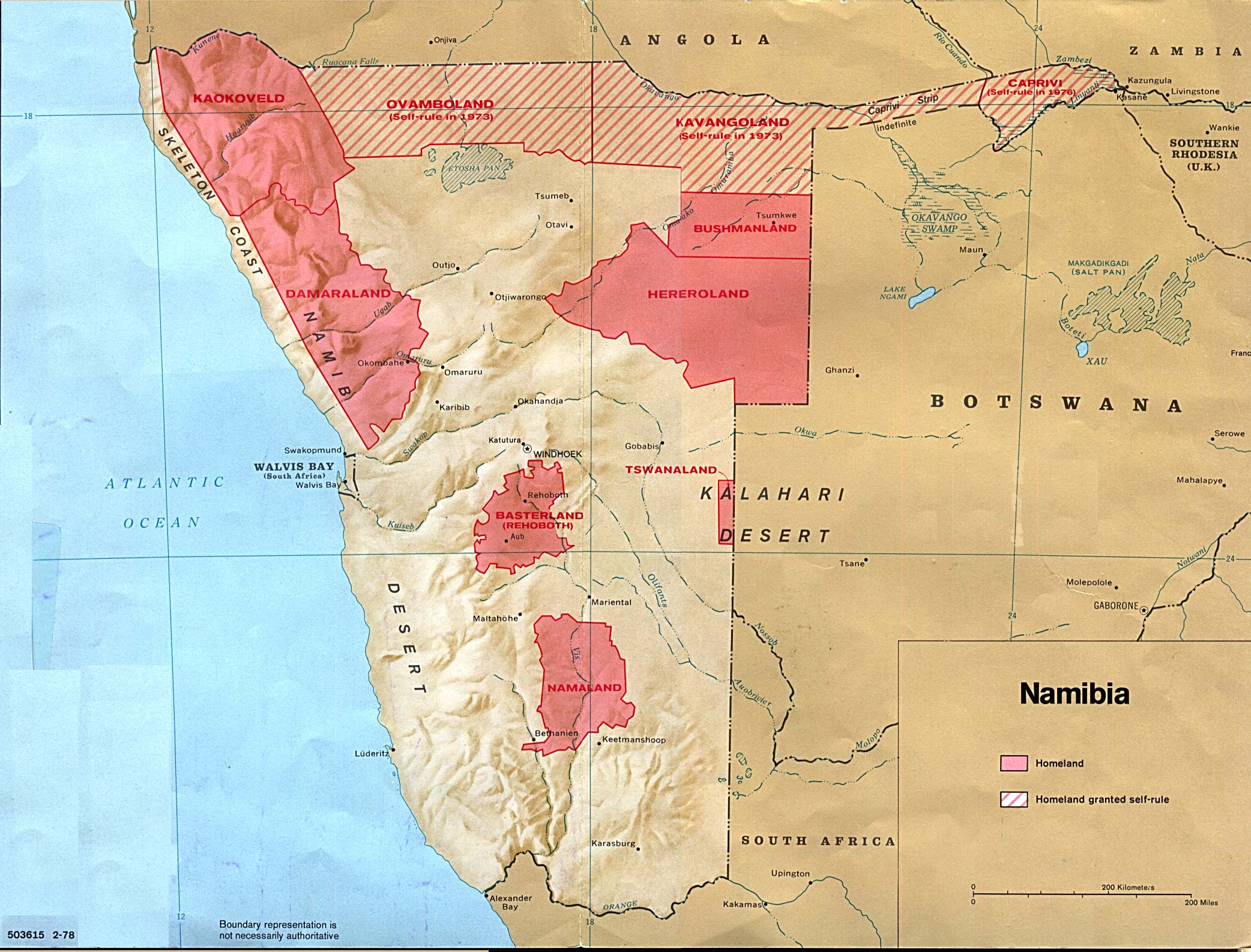
Karta över Sydvästafrikas bantustaner

- Bushmanland
- Damaraland
- Ostcaprivi (självstyre 1976)
- Hereroland
- Kaokoveld
- Kavangoland (självstyre 1973)
- Namaland
- Ovamboland (självstyre 1973)
- Rehoboth
- Tswanaland

## Lista över koloniala överhuvuden i Sydvästafrika (1915–1990)

### Administratörer
- Edmond Howard Lacam Gorges (31 oktober 1915 – 1 oktober 1920)
- Gysbert Reitz Hofmeyr (1 oktober 1920 – 1 april 1926)
- Albertus Johannes Werth (1 april 1926 – 1 april 1933)
- David Gideon Conradie (1 april 1933 – 1 april 1943)
- Petrus Imker Hoogenhout (1 april 1943 – 6 december 1951)
- Albertus Johannes Roux van Rhijn (6 december 1951 – 1 december 1953)
- Daniel Thomas du Plessis Viljoen (1 december 1953 – 1 december 1963)
- Wentzel Christoffel du Plessis (1 december 1963 – 1 november 1968)
- Johannes Gert Hendrik van der Wath (1 november 1968 – 1 november 1971)
- Barend Johannes van der Walt (1 november 1971 – 1 september 1977)

### Generaladministratörer
- Marthinus T. Steyn (1 september 1977 – 7 augusti 1979)
- Gerrit Viljoen (7 augusti 1979 – 4 september 1980)
- Daniel Hough (4 september 1980 – 1 februari 1983)
- Willem van Niekerk (1 februari 1983 – 1 juli 1985)
- Louis Pienaar (1 juli 1985 – 21 mars 1990)